# Satz von Morley (Modelltheorie)
Der Satz von Morley ist ein Satz aus der Modelltheorie, einem mathematischen Teilgebiet der Logik. Er sagt aus, dass eine abzählbare Theorie, die bis auf Isomorphie in einer überabzählbaren Kardinalzahl nur ein Modell hat, dann auch in jeder überabzählbaren Kardinalzahl nur ein Modell hat. Bewiesen wurde der Satz von Michael D. Morley 1962 in seiner Dissertation Categoricity in Power. Der Satz und sein Beweis übten eine nachhaltige Wirkung auf die Modelltheorie aus. Im Jahr 2003 erhielt Morley dafür den Leroy P. Steele Prize. Saharon Shelah verallgemeinerte 1974 den Satz auf überabzählbare Theorien.

## Geschichte
Eine Theorie heißt kategorisch in einer Kardinalzahl {\displaystyle \kappa }, wenn es bis auf Isomorphie nur ein Modell der Theorie mit Mächtigkeit {\displaystyle \kappa } gibt. Eine Theorie heißt kategorisch, wenn sie in irgendeiner Kardinalzahl kategorisch ist.
Jerzy Łoś berichtete 1954, dass er nur drei Typen von kategorischen Theorien finden könne:
1. Theorien, die in jeder Kardinalzahl kategorisch sind,
2. Theorien, die abzählbar kategorisch, aber in jeder überabzählbaren Kardinalzahl nicht kategorisch sind, und schließlich
3. Theorien, die nicht abzählbar kategorisch, aber in jeder überabzählbaren Kardinalzahl kategorisch sind.

Łoś vermutete, dass es keine weitere Möglichkeiten gibt. Diese Vermutung wurde von Morley bewiesen und von Shelah verallgemeinert. Dies war der Beginn von weiteren Untersuchungen im Bereich der Kategorizität und der stabilen Theorien.

## Satz von Morley
Sei {\displaystyle \mathrm {T} } eine abzählbare Theorie, also eine Theorie über einer abzählbaren Sprache. Sei weiter {\displaystyle \mathrm {T} } kategorisch in einer überabzählbaren Kardinalzahl. Dann ist {\displaystyle \mathrm {T} } in jeder überabzählbaren Kardinalzahl kategorisch.
Der Beweis zeigt mehr, nämlich folgendes Korollar:
Sei {\displaystyle \mathrm {T} } eine vollständige Theorie über einer abzählbaren Sprache und sei {\displaystyle \alpha >\omega }. Wenn jedes Modell von {\displaystyle \mathrm {T} } der Mächtigkeit {\displaystyle \alpha \ \omega _{1}}-saturiert ist, dann ist jedes Modell von {\displaystyle \mathrm {T} } saturiert.
(Bemerkung: Saturierte Modelle gleicher Mächtigkeit sind stets isomorph; die erste überabzählbare Kardinalzahl wird in der Modelltheorie häufig mit {\displaystyle \omega _{1}} statt mit {\displaystyle \aleph _{1}} bezeichnet.)

## Beweis
Der ursprüngliche Beweis konnte von Baldwin und Lachlan vereinfacht werden. Zur Zeit von Morleys Beweis waren zwei Schlüssellemmata noch nicht bekannt. Der heutige Beweis zerfällt in zwei Teile, einen „Aufwärts“- und einen „Abwärts-“ Teil.

### Aufwärts
Ist {\displaystyle T} kategorisch in {\displaystyle \omega _{1}}, so lässt sich zeigen, dass {\displaystyle T} stabil ist und daher ein saturiertes Modell der Mächtigkeit {\displaystyle \omega _{1}} hat. Also sind alle Modelle der Mächtigkeit {\displaystyle \omega _{1}} saturiert.
Ein Lemma sagt, dass man aus einem überabzählbaren nicht saturiertem Modell ein nicht saturiertes Modell der Mächtigkeit {\displaystyle \omega _{1}} bilden kann. Der Beweis dieses Lemmas wird mit einer auf zwei Kardinalzahlen verallgemeinerten Version des Satzes von Löwenheim-Skolem geführt, die zur Zeit von Morleys Beweis noch nicht bekannt war.
Daher muss auch ein beliebiges überabzählbares Modell saturiert sein. Saturierte Modelle gleicher Mächtigkeit sind isomorph, daher ist {\displaystyle T} auch kategorisch in jeder überabzählbaren Kardinalzahl.

### Abwärts
Sei nun {\displaystyle T} kategorisch in {\displaystyle \alpha >\omega _{1}} und {\displaystyle {\mathfrak {B}}} ein Modell der Mächtigkeit {\displaystyle \alpha }. Es gibt {\displaystyle \omega _{1}}-saturierte Modelle der Mächtigkeit {\displaystyle \alpha }, also ist {\displaystyle {\mathfrak {B}}} {\displaystyle \omega _{1}}-saturiert.
Aus der {\displaystyle \alpha }-Kategorizität kann wieder auf die {\displaystyle \omega }-Stabilität geschlossen werden. Damit kann aus einem {\displaystyle \omega _{1}}-mächtigen Modell {\displaystyle {\mathfrak {A}}} ein Modell der Mächtigkeit {\displaystyle \alpha } konstruiert werden, dass nicht mehr Typen über abzählbaren Mengen als {\displaystyle {\mathfrak {A}}} realisiert. Dieses muss aber nach Voraussetzung isomorph zu {\displaystyle {\mathfrak {B}}} sein, welches {\displaystyle \omega _{1}}-saturiert ist. Also ist auch {\displaystyle {\mathfrak {A}}} {\displaystyle \omega _{1}}-saturiert, also saturiert. Da saturierte Modelle gleicher Mächtigkeit isomorph sind, sind alle {\displaystyle \omega _{1}}-mächtigen Modelle isomorph.

## Beispiele
Es gibt nur wenig bekannte natürliche Beispiele von kategorischen Theorien. Diese sind unter anderem:

### Total kategorische Theorien
- Die Theorie über der leeren Sprache hat in jeder Kardinalzahl bis auf Isomorphie genau ein Modell.

- Die Theorie der unendlichen abelschen Gruppen, in denen alle Elemente die Ordnung p haben (p ist eine Primzahl), ist kategorisch in jeder Kardinalzahl.

### Abzählbar kategorische und nicht überabzählbar kategorische Theorien
- Die Theorie der dichten linearen Ordnung ohne Endpunkte ist die Theorie von {\displaystyle \mathbb {Q} } als Ordnungsstruktur. Georg Cantor zeigte, dass zwei abzählbare Modelle isomorph sind. Allerdings ist diese Theorie nicht kategorisch in überabzählbaren Kardinalzahlen. So gibt es Modelle mit Punkten, die nur abzählbar viele Punkte zwischen sich haben und Modelle, die zwischen je zwei Punkten immer überabzählbar viele Punkte haben.

- Ein anderes einfacheres Beispiel ist die Theorie mit zwei Äquivalenzklassen, die die Axiome enthält, dass in beiden Äquivalenzklassen unendlich viele Elemente sind. Ein abzählbares Modell muss in beiden Klassen abzählbar viele Elemente haben, ein überabzählbares Modell muss nur in einer Klasse überabzählbar viele Elemente haben und kann in der anderen Äquivalenzklasse abzählbar viele oder überabzählbar viele Elemente haben.

### Nicht abzählbar kategorische und überabzählbar kategorische Theorien
- Ein klassisches Resultat von Ernst Steinitz sagt, dass zwei algebraisch abgeschlossene Körper derselben Charakteristik und derselben überabzählbaren Mächtigkeit isomorph sind, während sich zwei abzählbare abgeschlossene Körper derselben Charakteristik durch ihren Transzendenzgrad, der endlich oder abzählbar ist, unterscheiden können.

- Eine divisible torsionsfreie abelsche Gruppe kann als {\displaystyle \mathbb {Q} }-Vektorraum aufgefasst werden. Es gibt abzählbar viele abzählbare Modelle (je nach Dimension) und in überabzählbaren Kardinalzahlen genau ein Modell.

- Die vollständige Theorie von {\displaystyle <\omega ,S>}, wobei {\displaystyle S} die Nachfolgerfunktion ist.

- Die Theorie über der Sprache {\displaystyle \{c_{i}|i<\omega \}} mit den Axiomen, die besagen, dass für {\displaystyle i<j} {\displaystyle c_{i}} anders als {\displaystyle c_{j}} interpretiert wird.

## Verallgemeinerung
Shelah gelang es, Morleys Ergebnisse auf überabzählbare Sprachen zu verallgemeinern: (Er erweiterte dabei frühere Arbeiten von Rowbottom und Ressayre.)
Ist eine vollständige Theorie über einer Sprache {\displaystyle L} kategorisch in einer Kardinalzahl {\displaystyle \alpha >\ |L|}, so ist sie kategorisch in jeder Kardinalzahl, die größer als {\displaystyle |L|} ist.